# Bibliotheek Hasselt Limburg
De Bibliotheek Hasselt Limburg (BHL) in de Belgische stad Hasselt is een bibliotheek met een drieledige werking. Ze is naast openbare bibliotheek ook erfgoedbibliotheek en wetenschappelijke bibliotheek. Op 1 januari 2018 werd deze bibliotheekwerking gecreëerd door de samensmelting van de Stedelijke Bibliotheek Hasselt (SBH) en de Provinciale Bibliotheek Limburg (PBL). De uitbating werd vanaf dan volledig gedragen door stad Hasselt.

## Geschiedenis

### Openbare bibliotheek
Sinds begin 1900 was er in Kuringen reeds een parochiale bibliotheek. Deze werd in 1968 overgenomen door de gemeente Kuringen. In 1976 krijgt de bibliotheek een nieuw gebouw. Een jaar later wordt Kuringen een deelgemeente van Hasselt en wordt de bibliotheek deel van de stedelijke overheid. Met het bibliotheekdecreet (1978) wordt de Stedelijke Bibliotheek Hasselt (SBH) opgericht. Deze verenigde, naast de hoofdvestiging in Kuringen, 7 reeds bestaande kleinere wijkbibliotheken (in Kermt, Sint-Lambrechts-Herk, Runkst, Banneuxwijk, Sint-Katarinawijk en Kiewit). 
De wijkbibliotheken sloten in juli 2014 de deuren. Met de sluiting van de wijkbibliotheken konden boekenliefhebbers enkel nog gebruikmaken van de Provinciale Bibliotheek Limburg in het centrum van Hasselt en de Stedelijke bibliotheek in Kuringen. Voor de basisscholen die niet allemaal dicht bij een van de twee vestigingen liggen, werd een mobiele bibliotheek, de bibtruck, in het leven geroepen. In 2018 werd de Stedelijke Bibliotheek Hasselt samengevoegd met de Provinciale Bibliotheek Limburg tot Bibliotheek Hasselt Limburg.

### Wetenschappelijke en erfgoedbibliotheek

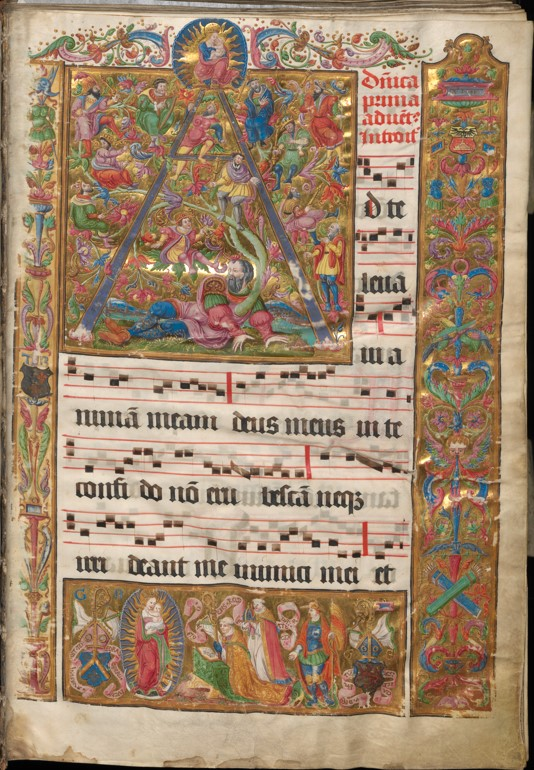
Graduale van Sint-Truiden (1540-1542), titelblad (Collectie Oude Drukken en Handschriften, Bibliotheek Hasselt Limburg)

In 1946 richtte het Limburgse provinciebestuur de Provinciale Wetenschappelijke Bibliotheek op. Van 1949 tot 1979 vond de Provinciale Bibliotheek een onderkomen in het Begijnhof in Hasselt. De oprichting van de bibliotheek was een onderdeel van het provinciale beleid om de culturele achterstand in Limburg weg te werken. Limburgse studenten konden voortaan op een centraal gelegen plaats een gespecialiseerde bibliotheekcollectie raadplegen. In 1979 werd een nieuw bibliotheekgebouw aan de Martelarenlaan geopend. 
De Bibliotheek Hasselt Limburg is als erfgoedbibliotheek of bewaarbibliotheek sinds 2008 partner van de Vlaamse erfgoedbibliotheek. Met de uitbouw van het Historisch Informatiepunt Limburg, nu Dienst Erfgoed, is zij een regionaal ankerpunt voor bewaring en publieksgerichte ontsluiting van erfgoedcollecties, in het bijzonder de collecties Limburgensia en de Collectie Oude Drukken. De Dienst Erfgoed stelt zijn collecties en archieven ook ten dienste van het historisch en wetenschappelijk onderzoek.

## Collectie
De BHL heeft een collectie van rond 1.670.000 items:
- openbare bibliotheekcollectie van boeken, muziek, film (261.784 exemplaren)
- wetenschappelijke bibliotheekcollectie van boeken, tijdschriften (titels), databanken (532.871 exemplaren)
- erfgoedbibliotheekcollectie met Oude Drukken en Handschriften, Limburgensia (boeken, muziek, kaarten, prentkaarten, affiches, bouwtekeningen, ... (875.312 exemplaren) en een Cultuurhistorische Collectie.
- binnen de collectie Handschriften worden twee topstukken van de Vlaamse Gemeenschap bewaard: de aflaatbrief van de Herkenrodeabdij (1363) en het graduale van Sint-Truiden (1540-1542).

## Onderwijs
De Bibliotheek Hasselt Limburg is met haar collectie-aanbod en werking partner van de basisscholen van Hasselt. De wetenschappelijke bibliotheek werkt nauw samen met het hoger onderwijs in de provincie Limburg met name met PXL Hogeschool, Universiteit Hasselt en UC Leuven-Limburg.